# 과천율목중학교
과천율목중학교(果川栗木中學校)는 대한민국 경기도 과천시에 있는 공립 중학교이다.

## 학교 연혁
- 2024년 3월 1일 초대 박효정 교장 부임
- 2024년 3월 1일 개교(중학교 8학급, 특수 1학급 포함)
- 2024년 5월 7일 과천율목초중학교 2개 학급 증설(중학교 10학급)
- 2025년 1월 3일 제1회 졸업식(중3 학생 26명 졸업)
- 2025년 3월 1일 과천율목중학교 학급증설(일반 12학급, 특수 1학급)

## 같이 보기
- 과천율목초등학교